# Bouçoães
Bouçoães es una freguesia portuguesa del concelho de Valpaços, con 25,74 km² de superficie y 541 habitantes (2001). Su densidad de población es de 21,0 hab/km².